# Тришо Стояновски
Тришо Стояновски (на македонска литературна норма: Тришо Стојановски) е писател и журналист от Социалистическа Република Македония.

## Биография
Роден е през 1938 година в дебърското село Райчица, тогава в Югославия. Основно училище завършва в Дебър, а след това учителска школа в Скопие и работи две години като учител в Дебър. Учи югославска книжовност във Философския факултет. Докато следва е редактор на културната рубрика на вестника „Студентски збор“. Работи и в Радио Скопие. Член е на Дружеството на писателите на Македония от 1972 година.
Умира в Скопие на 1 октомври 1986 година.